# Serie A 1987/1988
Serie A i fotboll 1987/1988 vanns av AC Milan som därmed vann sin första titel under Silvio Berlusconi-eran, och sin första titel totalt sedan säsongen 1978/1979. SSC Napoli, med ett lag bestående av bland andra Diego Maradona, Ciro Ferrara och Careca, var förhandsfavoriter. Serien avgjordes i sista omgången, då AC Milan vann med tre poäng före SSC Napoli.
AC Milans vinst innebar att laget påbörjade en storhetstid, som kulminerade med två raka slutsegrar i Europacupen 1988/1989 och 1989/1990. Inför säsongen 1988/1989 utökades serien till 18 lag.
| Vinnare av Serie A 1987/1988 |
| ---------------------------- |
| AC Milan Elfte titeln        |
|                              |

## Slutställning
| P   | Lag                      | Spelade | Vinst | Oavgjort | Förlust | Gjorda mål | Insläppta mål | Målskillnad | Poäng | Notering             |
| --- | ------------------------ | ------- | ----- | -------- | ------- | ---------- | ------------- | ----------- | ----- | -------------------- |
| 1.  | AC Milan (C)             | 30      | 17    | 11       | 2       | 43         | 14            | +29         | 45    | Till Europacupen     |
| 2.  | SSC Napoli               | 30      | 18    | 6        | 6       | 55         | 27            | +28         | 42    | Till UEFA-cupen      |
| 3.  | AS Roma                  | 30      | 15    | 8        | 7       | 39         | 26            | +13         | 38    | Till UEFA-cupen      |
| 4.  | UC Sampdoria             | 30      | 13    | 11       | 6       | 41         | 30            | +11         | 37    | Till Cupvinnarcupen  |
| 5.  | FC Internazionale Milano | 30      | 11    | 10       | 9       | 42         | 35            | +7          | 32    | Till UEFA-cupen      |
| 6.  | Juventus FC              | 30      | 11    | 9        | 10      | 35         | 30            | +5          | 31    | Kval till UEFA-cupen |
| 6.  | Torino FC                | 30      | 8     | 15       | 7       | 33         | 30            | +3          | 31    | Kval till UEFA-cupen |
| 8.  | ACF Fiorentina           | 30      | 9     | 10       | 11      | 29         | 33            | -4          | 28    |                      |
| 9.  | AC Cesena                | 30      | 7     | 12       | 11      | 23         | 32            | -9          | 26    |                      |
| 10. | Hellas Verona FC         | 30      | 7     | 11       | 12      | 23         | 30            | -7          | 25    |                      |
| 10. | Calcio Como              | 30      | 6     | 13       | 11      | 22         | 37            | -15         | 25    |                      |
| 12. | Ascoli Calcio 1898       | 30      | 6     | 12       | 12      | 30         | 37            | -7          | 24    |                      |
| 12. | Pisa Calcio              | 30      | 6     | 12       | 12      | 23         | 30            | -7          | 24    |                      |
| 12. | Pescara Calcio           | 30      | 8     | 8        | 14      | 27         | 44            | -17         | 24    |                      |
| 15. | US Avellino              | 30      | 5     | 13       | 12      | 19         | 39            | -20         | 23    | Till Serie B         |
| 16. | Empoli FC                | 30      | 6     | 13       | 11      | 20         | 30            | -10         | 20    | Till Serie B         |

## Kval till Uefacupen
Match i Turin, 23 maj 1988
| Lag 1    | Resultat              | Lag 2  |
| Juventus | 0–0 (e.f.) (4–2 str.) | Torino |

Juventus FC kvalificerade sig för Uefacupen 1988/1989.